# Championnats du monde de karaté 2000
Navigation
Édition précédente Édition suivante
Les championnats du monde de karaté 2000 ont eu lieu à Munich, en Allemagne, en 2000. Il s'agissait de la quinzième édition des championnats du monde de karaté senior. Au total, 820 karatékas provenant de 84 pays du monde ont participé aux dix-sept épreuves au programme.

## Résultats

### Épreuves individuelles

#### Kata
| Rang | Pays   | Karatéka      |
| ---- | ------ | ------------- |
| 1    | France | Michaël Milon |
| 2    | Japon  | Ryoke Abe     |
| 3    | Italie | Luca Valdesi  |

| Rang | Pays   | Karatéka          |
| ---- | ------ | ----------------- |
| 1    | Japon  | Atsuko Wakai      |
| 2    | France | Myriam Szkudlarek |
| 3    | Italie | Roberta Sodero    |

#### Kumite

##### Kumitemasculin
| Rang | Pays   | Karatéka         |
| ---- | ------ | ---------------- |
| 1    | France | Cécil Boulesnane |
| 2    | Italie | Francesco Ortu   |
| 3    | Bénin  | Damien Dovy      |
| 3    | Japon  | Kenichi Imai     |

| Rang | Pays       | Karatéka           |
| ---- | ---------- | ------------------ |
| 1    | Allemagne  | Lazar Boskovic     |
| 2    | Espagne    | A. Ramiro          |
| 3    | France     | Alexandre Biamonti |
| 3    | États-Unis | George Kotaka      |

| Rang | Pays    | Karatéka        |
| ---- | ------- | --------------- |
| 1    | Croatie | Gustaff Lefevre |
| 2    | Sénégal | Fode Ndao       |
| 3    | Iran    | Mehdi Amozadeh  |
| 3    | France  | R. Bel Lahsen   |

| Rang | Pays      | Karatéka         |
| ---- | --------- | ---------------- |
| 1    | Espagne   | Ivan Leal        |
| 2    | Allemagne | Fadi Chaabo      |
| 3    | France    | David Félix      |
| 3    | Italie    | Gennaro Talarico |

| Rang | Pays      | Karatéka         |
| ---- | --------- | ---------------- |
| 1    | Pays-Bas  | Daniël Sabanovic |
| 2    | France    | Yann Baillon     |
| 3    | Espagne   | A. Arnaiz        |
| 3    | Allemagne | T. Nitschmann    |

| Rang | Pays      | Karatéka         |
| ---- | --------- | ---------------- |
| 1    | Sénégal   | Mamadou Ndiaye   |
| 2    | France    | Seydina Balde    |
| 3    | Iran      | Mehran Behnamfar |
| 3    | Allemagne | Marc Haubold     |

| Rang | Pays   | Karatéka                  |
| ---- | ------ | ------------------------- |
| 1    | France | Christophe Pinna          |
| 2    | Italie | David Benetello           |
| 3    | Iran   | Saeid Ashtian             |
| 3    | Grèce  | Konstantinos Papadopoulos |

##### Kumiteféminin
| Rang | Pays        | Karatéka      |
| ---- | ----------- | ------------- |
| 1    | Japon       | Hiromi Hasama |
| 2    | France      | Nadia Mecheri |
| 3    | Pérou       | G. Eusebio    |
| 3    | Yougoslavie | M. Vicovac    |

| Rang | Pays        | Karatéka            |
| ---- | ----------- | ------------------- |
| 1    | Allemagne   | Alexandra Witteborn |
| 2    | Italie      | Chiara Stella Bux   |
| 3    | Japon       | Mayuni Baba         |
| 3    | Yougoslavie | S. Mitic            |

| Rang | Pays     | Karatéka                  |
| ---- | -------- | ------------------------- |
| 1    | Japon    | Natsu Yamaguchi           |
| 2    | Espagne  | Gloria Casanova Rodriguez |
| 3    | France   | Laurence Fischer          |
| 3    | Autriche | E. Fuchs                  |

| Rang | Pays    | Karatéka       |
| ---- | ------- | -------------- |
| 1    | Turquie | Yıldız Aras    |
| 2    | France  | Nathalie Leroy |
| 3    | Japon   | E. Fujioka     |
| 3    | Italie  | Roberta Minet  |

### Épreuve par équipes

#### Kata
| Rang | Pays    | Karatékas                 |
| ---- | ------- | ------------------------- |
| 1    | Japon   |                           |
| 2    | France  | Laurent Riccio, notamment |
| 3    | Espagne |                           |

| Rang | Pays   | Karatékas                    |
| ---- | ------ | ---------------------------- |
| 1    | France | Myriam Szkudlarek, notamment |
| 2    | Japon  |                              |
| 3    | Italie |                              |

#### Kumite
| Rang | Pays        | Karatékas                              |
| ---- | ----------- | -------------------------------------- |
| 1    | France      | Yann Baillon et David Felix, notamment |
| 2    | Allemagne   |                                        |
| 3    | Espagne     |                                        |
| 3    | Royaume-Uni |                                        |

| Rang | Pays    | Karatékas                                    |
| ---- | ------- | -------------------------------------------- |
| 1    | France  | Laurence Fischer et Nadia Mecheri, notamment |
| 2    | Espagne |                                              |
| 3    | Japon   |                                              |
| 3    | Turquie |                                              |

## Tableau des médailles
Au total, 64 médailles ont été attribuées à 17 pays différents, et sept remportent au moins une médaille d'or. La France termine en tête du tableau des médailles tandis que le pays hôte finit troisième avec six médailles.
| Tableau des médailles |             |    |        |        |       |
| Rang                  | Pays        | Or | Argent | Bronze | Total |
| 1                     | France      | 6  | 6      | 4      | 16    |
| 2                     | Japon       | 4  | 2      | 4      | 10    |
| 3                     | Allemagne   | 2  | 2      | 2      | 6     |
| 4                     | Espagne     | 1  | 3      | 3      | 7     |
| 5                     | Sénégal     | 1  | 1      | 0      | 2     |
| 6                     | Turquie     | 1  | 0      | 1      | 2     |
| 7                     | Croatie     | 1  | 0      | 0      | 1     |
| 7                     | Pays-Bas    | 1  | 0      | 0      | 1     |
| 9                     | Italie      | 0  | 3      | 5      | 8     |
| 10                    | Iran        | 0  | 0      | 3      | 3     |
| 11                    | Yougoslavie | 0  | 0      | 2      | 2     |
| 12                    | Autriche    | 0  | 0      | 1      | 1     |
| 12                    | Bénin       | 0  | 0      | 1      | 1     |
| 12                    | États-Unis  | 0  | 0      | 1      | 1     |
| 12                    | Royaume-Uni | 0  | 0      | 1      | 1     |
| 12                    | Grèce       | 0  | 0      | 1      | 1     |
| 12                    | Pérou       | 0  | 0      | 1      | 1     |